# Seznam etiopskih maršalov
Seznam etiopskih maršalov.

## A
- meridasmač Asvav Vosen Hajle Selasije (1916 – 1997)

## M
- le'ul ras Sejum Mangaša Tigrejski (1897 - 1960), 1934